# Rhins of Galloway

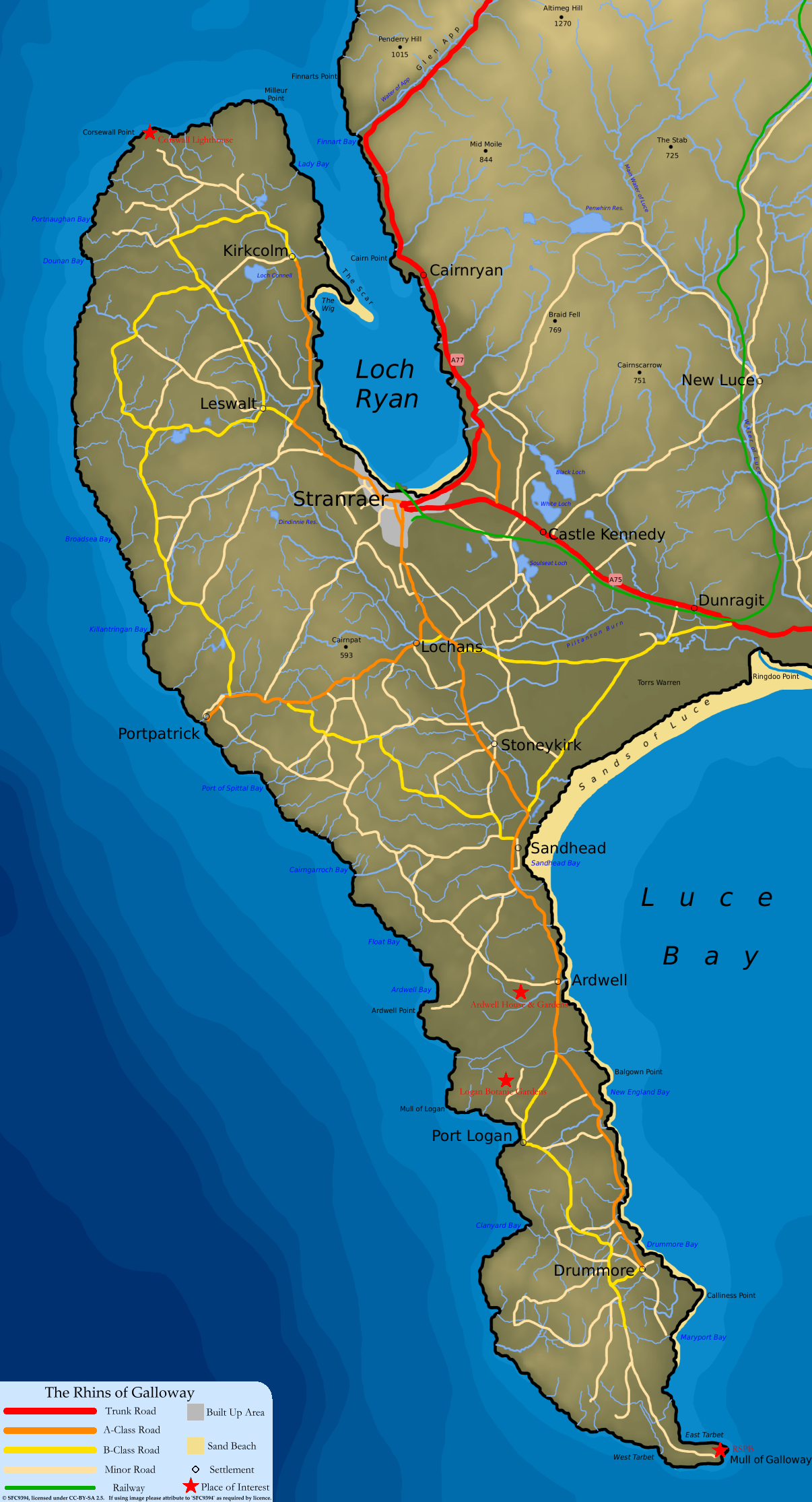
Mappa del Rhins of Galloway

Il Rhins of Galloway (anche noto come The Rhins; in gaelico scozzese: Na Rannaibh ) è una penisola a forma di martello sita nell'area di Dumfries and Galloway in Scozia.  Lunga più di 40 km, da nord a sud, possiede la zona più meridionale della Scozia che è rappresentata dal Mull of Galloway.
La città principale è Stranraer, sita alla sommità del Loch Ryan ed il villaggio più turistico è Portpatrick situato sulla costa occidentale.

## Geografia e clima
La penisola si affaccia ad ovest sul North Channel e sul Loch Ryan e Luce Bay ad est. Con circa 80 km di coste che vanno da Stranraer a nord fino a Torrs Warren a sud, il suo territorio è influenzato dai mari che lo circondano: la costa occidentale è rocciosa e frastagliata mentre quella orientale è costituita da spiagge di sabbia e paesaggi più tranquilli.
La vicinanza con l'oceano Atlantico rende la zona molto piovosa (circa 1.000 mm annui di precipitazioni) e pertanto l'attività principale è l'allevamento del bestiame sia per la produzione di latte che per quella di carne.